# Acetonitril
L'acetonitril CH

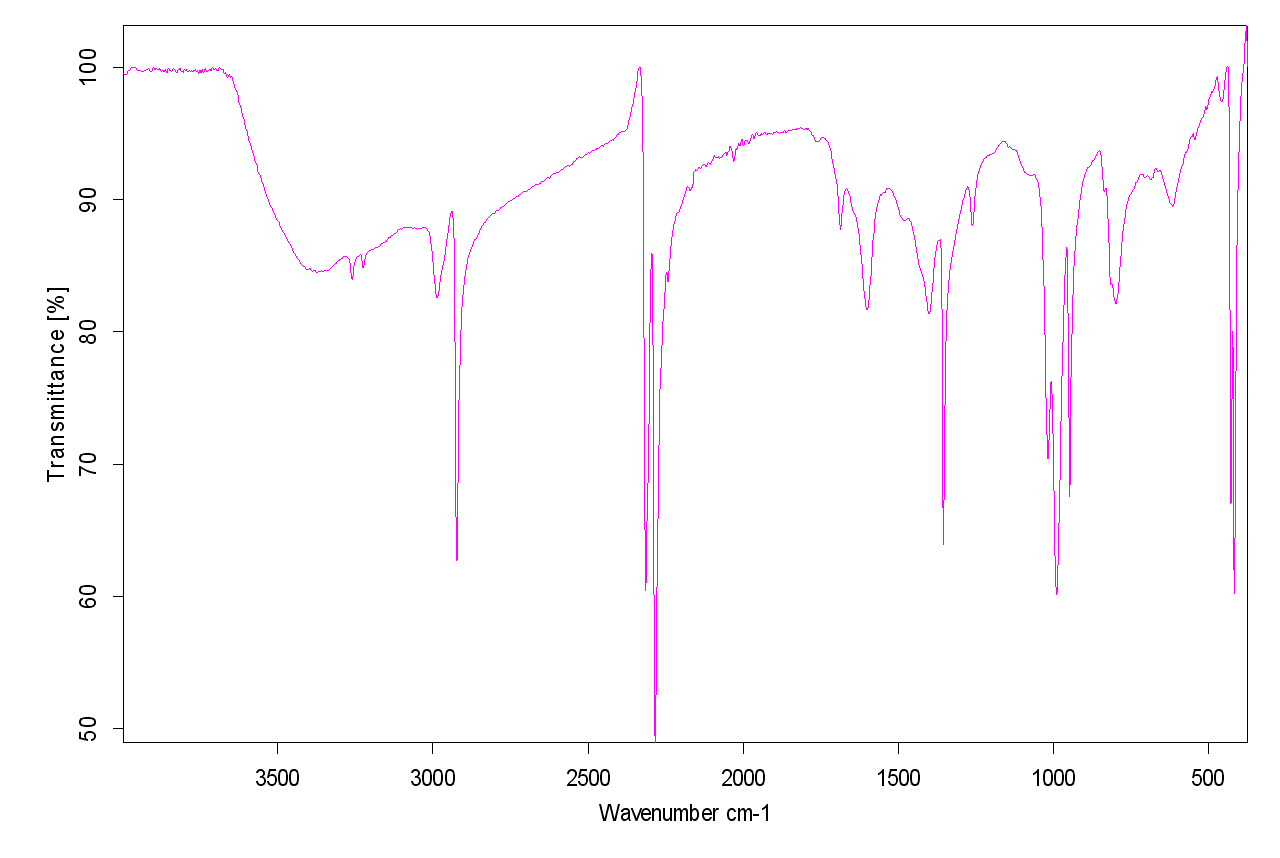
Espectre infraroig de l'acetonitil mesurat en clorur de bis-(acetonitril)-molibdè(IV)

3CN és un compost químic incolor, líquid a temperatura ambient. És el nitril més senzill. Donades les seves propietats, com la polaritat, la miscibilitat en aigua, el baix punt d'ebullició, baixa acidesa i baixa absorbància en l'espectre proper als ultraviolats (200nm-400nm), s'utilitza per moltes coses i molt variades: solvent per l'extracció de butadiè, intermedi químic en la fabricació de pesticides com l'acetamiprida, solvent de compostos orgànics i inorgànics. S'utilitza també com a matèria primera per la producció d'acetofenona, àcid alfa-naftalenacètic, tiamina i acetamidina. Per extreure quitrans, fenols i agents colorants d'hidrocarburs del petroli insolubles en acetonitril. S'usa en la producció de fibres acríliques, i en la fabricació de productes farmacèutics com el lopinavir, perfums, cautxú de nitril i resines ABS (Acrilonitril-Butadeié-eStiré). En síntesi orgànica és usat com a solvent polar apròtic per preparar medicaments i productes intermedis, oligonucleòtids i pèptids. L'acetonitril d'alta puresa és també un solvent clau per les anàlisis per HPLC, donades les seves especials característiques.

## Obtenció
A diferència d'altres solvents, l'acetonitril no és obtingut com a resultat d'una síntesi directa, sinó que és un subproducte de la producció industrial d'acrilonitril. L'acrilonitril és el producte principal del procés industrial anomenat SOHIO, que és una amoxidació on el propilè reacciona amb amoníac i aire o oxigen en fase gasosa. A més d'aigua, aquest procés també genera propionitril, acetona, cianur d'hidrogen (HCN) i acetonitril com a subproductes.